# 正示啓次郎
正示 啓次郎（しょうじ けいじろう、1911年5月16日 - 1994年4月17日）は、日本の大蔵官僚、政治家。衆議院議員、経済企画庁長官。位階は従三位。

## 来歴・人物
和歌山県出身。耐久中学、浪速高等学校文科甲類を経て、1933年3月、東京帝国大学経済学部を卒業。1932年11月、高等試験行政科試験に合格。1933年4月、大蔵省に入り理財局属となる。1935年-1937年ニューヨーク駐在財務書記、主計局総務課長、主税局次長、国税庁総務部長、同庁次長、大蔵省主計局次長、同管財局長、同理財局長などを歴任。1959年、農林漁業金融公庫副総裁に就任した。
1960年11月、第29回衆議院議員総選挙の和歌山県第2区に自由民主党から出馬し初当選。その後、1980年6月の第36回衆議院議員総選挙まで連続8回の当選を果たした。1983年12月の第37回衆議院議員総選挙に出馬したが落選。
衆議院議員としては、同院沖縄北方特別委員長などを務める。また、1965年6月に第1次佐藤内閣の外務政務次官、1979年11月、第2次大平内閣の国務大臣・経済企画庁長官に就任した。その他、ユニバーサル証券参与を務めた。
1985年11月の秋の叙勲で勲五等から勲一等に叙され、瑞宝章を受章する。
1994年4月17日、死去。82歳没。同月19日、特旨を以て位四級を追陞され、死没日付で従五位から従三位に叙された。